# Municipio de San Miguel Aloápam
El municipio de San Miguel Aloápam es uno de los 570 municipios que conforman al estado mexicano de Oaxaca. Pertenece al distrito de Ixtlán, dentro de la región sierra norte. Su cabecera es la localidad de San Miguel Aloápam.

## Geografía
El municipio abarca 139.15 km² y se encuentra a una altitud promedio de 2360 m s. n. m., oscilando entre 3300 y 1700 m s. n. m.
Colinda al norte con los municipios de San Juan Bautista Atatlahuca y el municipio de Abejones; al este con Abejones, Santa Ana Yareni y Teococuilco de Marcos Pérez; al sur con Teococuilco de Marcos Pérez y San Juan del Estado; y al oeste con San Juan del Estado y San Juan Bautista Jayacatlán.

### Fisiografía
San Miguel Aloápam pertenece a la subprovincia de las sierras orientales, dentro de la provincia de la Sierra Madre del Sur. El 58% de su superficie lo abarca el sistema de topoformas de la sierra de cumbres tendidas y el 42% restante la sierra alta compleja. El tipo de relieve que predomina es el de montaña.

### Hidrografía
El municipio se encuentra dentro de la subcuenca del río Quiotepec, dentro de la cuenca del río Papaloapapan, perteneciente a la región hidrológica del Papaloapan. El principal curso de agua de la demarcación es el río Pueblo viejo.

## Clima
El clima de San Miguel Aloápam es templado subhúmedo con lluvias en verano en el 81% de su territorio y semifrío subhúmedo con lluvias en verano en el 19% restante. El rango de temperatura promedio es de 14 a 16 grados, el mínimo promedio es de 2 a 4 grados y el máximo es de 20 a 22 grados. El rango de precipitación media anual es de 1000 a 1200 mm y los meses de lluvias son de noviembre a abril.

## Demografía
De acuerdo al último censo, realizado por el INEGI en 2010, en el municipio habitan 2488 personas, repartidas entre 4 localidades. Del total de habitantes de San Miguel Aloápam, 2246 hablan alguna lengua indígena.

### Localidades
El municipio existen cuatro localidades, de las cuales la más poblada es la cabecera, San Miguel Aloápam.
| Código INEGI | Localidades        | Población (2010) | Altitud (m s. n. m.) | Categoría    |
| ------------ | ------------------ | ---------------- | -------------------- | ------------ |
| 202600001    | San Miguel Aloápam | 1680             | 2280                 | Pueblo       |
| 202600002    | San Isidro Aloápam | 761              | 2214                 | Congregación |
| 202600006    | Lachiblari         | 13               | 2365                 | Indefinida   |
| 202600007    | Aloápam            | 34               | 2255                 | Indefinida   |

### Grado de marginación
De acuerdo a los estudios realizados por la Secretaría de Desarrollo Social en 2010, el 52% de la población del municipio vive en condiciones de pobreza extrema. El grado de marginación de San Miguel Aloápam es clasificado como Muy alto. En 2014 el municipio fue incluido en la Cruzada nacional contra el hambre.

## Política

### Gobierno
El municipio se rige mediante el sistema de usos y costumbres, eligiendo gobernantes cada año de acuerdo a un sistema establecido por las tradiciones de sus antepasados.

### Regionalización
San Miguel Aloápam pertenece al IV Distrito Electoral Federal de Oaxaca y al IX Distrito Electoral Local, con sede en Ixtlán de Juárez.